# Asura strigata
Asura strigata är en fjärilsart som beskrevs av Rothschild 1913. Asura strigata ingår i släktet Asura och familjen björnspinnare. Inga underarter finns listade i Catalogue of Life.